# Datenbankserver
Als Datenbankserver werden Rechner bezeichnet, auf denen Datenbanksysteme abgelegt werden, dabei stellt der Server Datenverwaltungsdienste bereit, die von anderen Rechnern aus genutzt werden können. In größeren Systemen mit einem hohen Datenvolumen werden dafür eigens leistungsstarke Großrechner als Datenbankserver konfiguriert, die als Knotenpunkt für den Informationsfluss dienen. Es werden zwei Anwendungen unterschieden:
1. eine Software (Server), die eine Datenbank verwaltet und Zugriffe bzw. Abfragen eines Clients oder Anwendungsservers bearbeitet[2] oder
2. ein Computer auf dem die vorgenannte Software ausgeführt wird.[3]

Kleinere Systeme nutzen normale Server mit entsprechender Hardware.

## Datenbankserver als Software
Eine Datenbankserversoftware wird auch als Datenbankmanagementsystem bezeichnet. Verbreitete Datenbanksysteme sind Firebird, Oracle, DB2, Informix, der Microsoft SQL Server, PostgreSQL oder MySQL. Diese Softwarepakete verwalten die Daten und anfallenden Anfragen und Abfragen. Es ist ein Prozess, der einem Datenbankverwaltungssystem zugeordnet ist und es anderen Prozessen (Clienten) erlaubt, auf die Datenbank zuzugreifen.

## Datenbankserver als Hardware
Physisch ist der Datenbankserver in den kleineren Systemen ein beliebiger Computer, auf dem ein (Software-)Datenbankserver läuft. In größeren Systemen werden oft speziell für die Verwendung als Datenbankserver konstruierte Rechner wie ein IBM System i5 (ehemals AS/400) oder ein Digital Alpha 8400 der Firma Digital Equipment Corporation eingesetzt.
Da ein Computer, der als Datenbankserver genutzt wird, auch zugleich andere Aufgaben erfüllen kann, ist es möglich und in kleineren Umgebungen auch üblich, dass er zugleich auch andere Serverdienste erfüllt, beispielsweise als Webserver eingesetzt wird und im jeweiligen Kontext entsprechend bezeichnet wird.